# Göljamåla göl
Göljamåla göl är en sjö i Uppvidinge kommun i Småland och ingår i Alsteråns huvudavrinningsområde. Sjön har en area på 0,101 kvadratkilometer och ligger 241 meter över havet.

## Delavrinningsområde
Göljamåla göl ingår i det delavrinningsområde (631992-147338) som SMHI kallar för Utloppet av Alstern. Medelhöjden är 237 meter över havet och ytan är 18,94 kvadratkilometer. Räknas de 9 avrinningsområdena uppströms in blir den ackumulerade arean 134,1 kvadratkilometer. Avrinningsområdets utflöde Alsterån mynnar i havet. Avrinningsområdet består mestadels av skog (68 procent). Avrinningsområdet har 3,52 kvadratkilometer vattenytor vilket ger det en sjöprocent på 18,6 procent. Bebyggelsen i området täcker en yta av 0,65 kvadratkilometer eller 3 procent av avrinningsområdet.